# 1529 Oterma
1529 Oterma је астероид са средњом удаљеношћу од Сунца која износи 3,990 астрономских јединица (АЈ).
Апсолутна магнитуда астероида је 10,05.